# Espanhol rioplatense

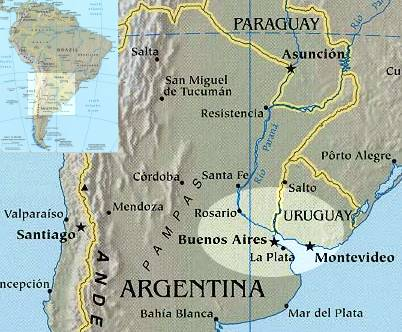
Principais centros urbanos onde se utiliza o espanhol rio-platense.

O espanhol rioplatense é uma variedade do espanhol falada principalmente nos arredores do Rio da Prata, particularmente na região da província de Buenos Aires, na província da Santa Fé, na província da Entre Ríos e no Uruguai. É grande a influência do lunfardo na composição do léxico e sobretudo nas gírias usadas pelos falantes dessa variedade. Com localismos, é também o espanhol falado no resto da Argentina e Paraguai.
Diferencia-se do castelhano do resto da América Latina principalmente porque no lugar do "tú" ("tuteo") utiliza-se o "vos" ("voseo"). As letras "ll" e "y" caracterizam-se por serem pronunciadas como o som do "ch" ou "j" da língua portuguesa.
Exemplos:
- Tuteo → "Si tú quieres, lo puedes hacer"
- Voseo → "Si vos querés, lo podés hacer"
- Tuteo → "Haz lo que te mandaron"
- Voseo → "Hacé lo que te mandaron"

O espanhol rioplatense também tem como característica a influência dos imigrantes italianos que se fixaram na região. Muitas palavras italianas (ou derivadas do italiano) são utilizadas, além da fala ter uma marcada cadência italiana. O uso da interjeição "che" também é característico da região.

## Conjugação do verboamar
Castelhano (Espanha)
- Yo amo
- Tú amas
- Él ama
- Nosotros amamos
- Vosotros amáis
- Ellos aman

Rioplatense
- Yo amo
- Vos amás ou Tú amás ¹
- Él ama
- Nosotros amamos
- Ustedes aman
- Ellos aman

## Conjugação do verbotener
Castelhano (Espanha)
- Yo tengo
- Tú tienes
- Él tiene
- Nosotros tenemos
- Vosotros tenéis
- Ellos tienen

Rioplatense
- Yo tengo
- Vos tenés ou Tú tenés ¹
- Él tiene
- Nosotros tenemos
- Ustedes tienen
- Ellos tienen

¹ Somente usado em certas regiões do norte do Uruguai.